# Frecciabianca

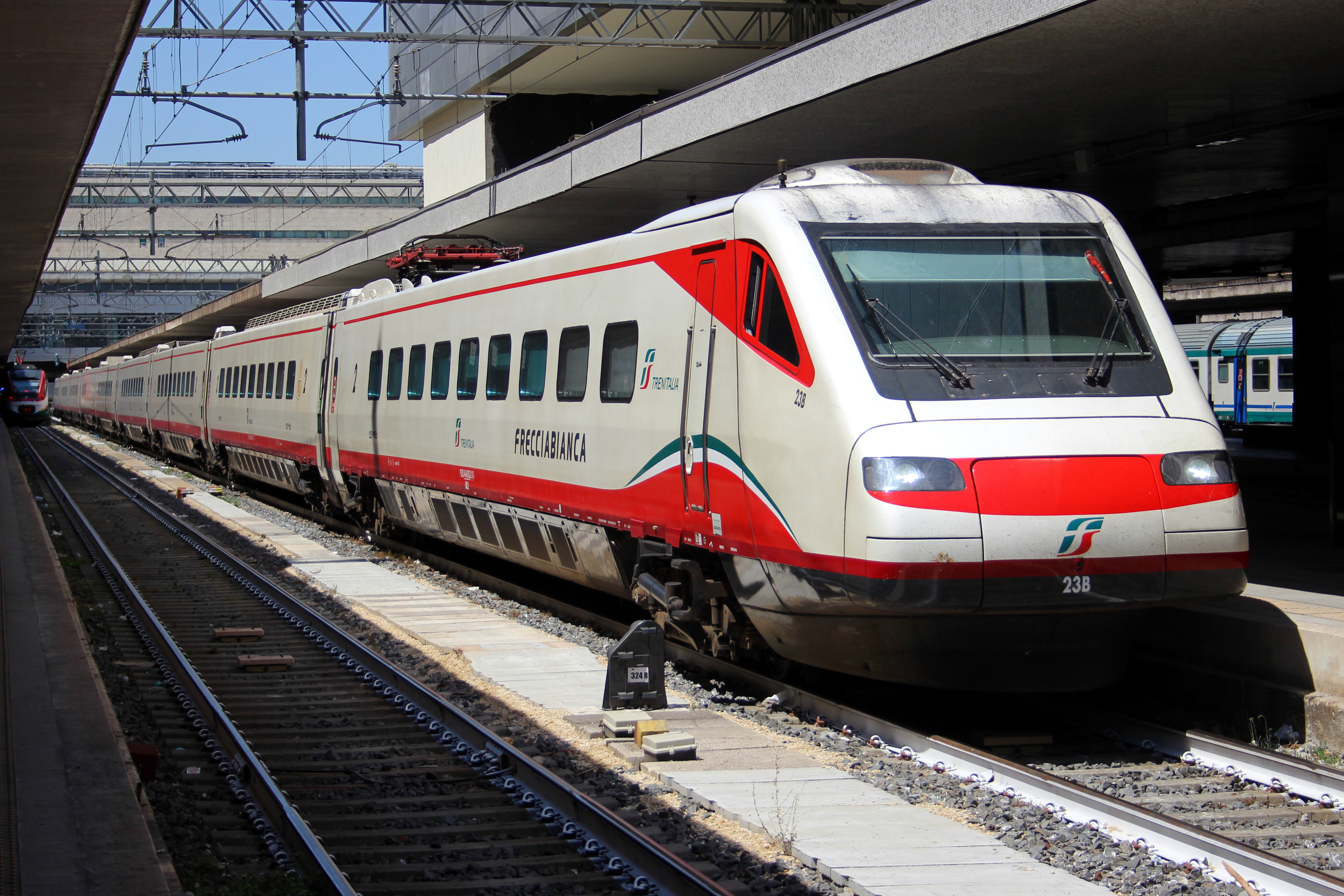
Tren Frecciabianca modelo ETR.460.

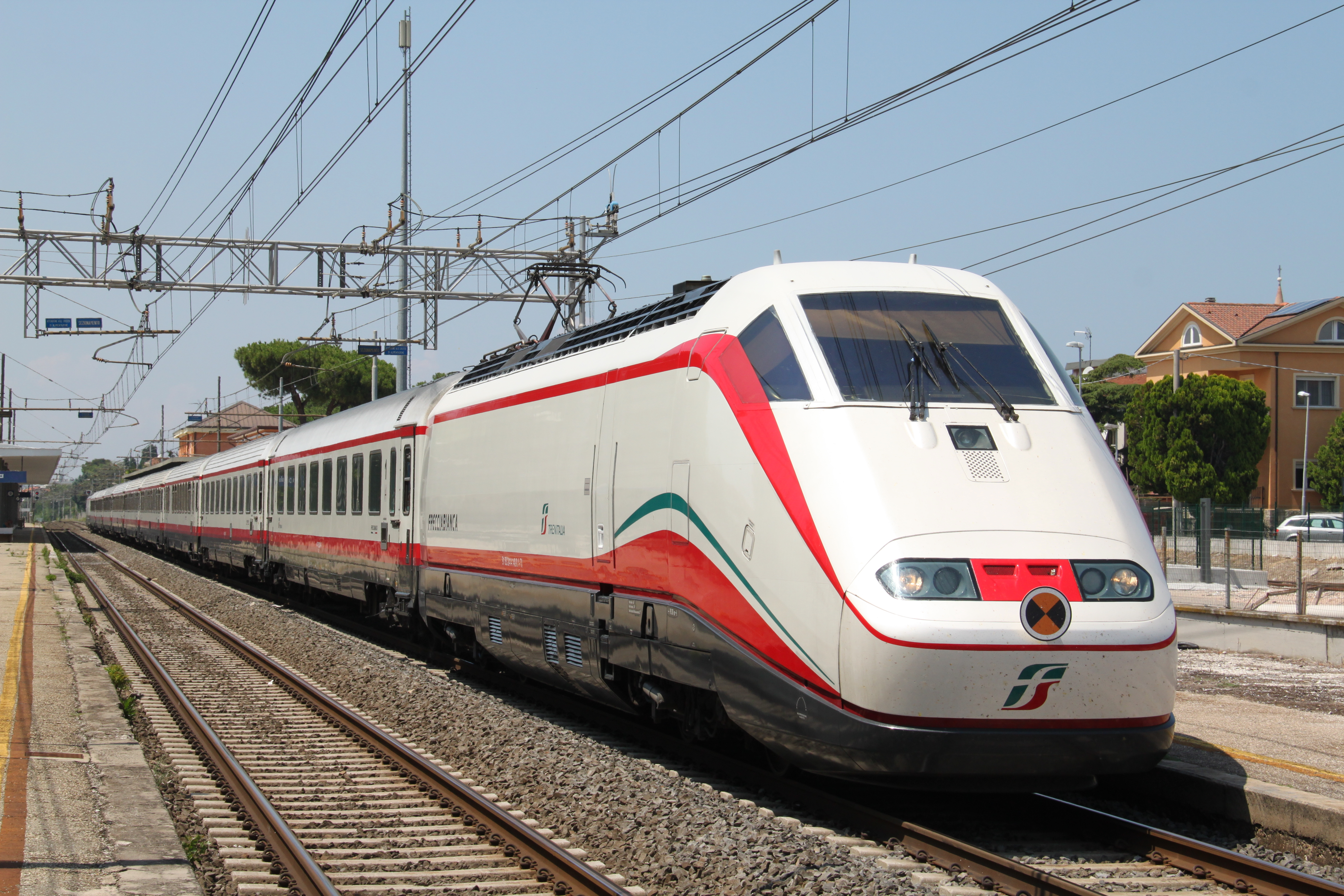
Tren Frecciabianca modelo E.414.

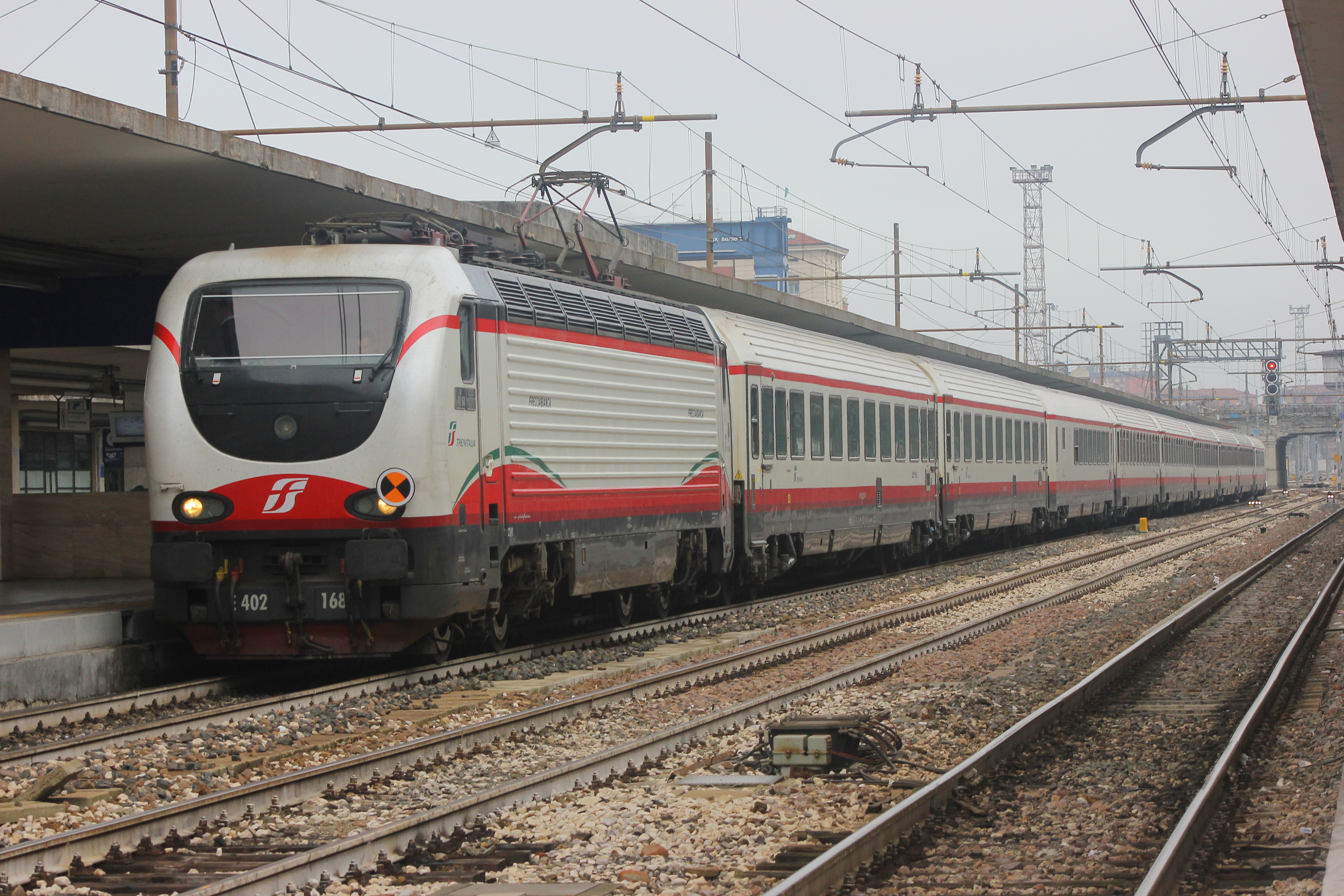
Tren Frecciabianca modelo E.402B.

Frecciabianca (flecha blanca) es un servicio ferroviario italiano de alta velocidad, operado por la operadora pública Trenitalia, perteneciente al grupo Ferrovie dello Stato, también conocido por sus siglas, FS. El servicio se encarga de cubrir trayectos de larga distancia por la red ferroviaria convencional italiana, sin utilizar las líneas de alta velocidad. Estos servicios anteriormente eran denominados como Eurostar City Italia. 

## Material rodante

### Actual
- ETR 460: trenes de alta velocidad de la familia Pendolino, capaces de alcanzar los 250 km/h, aunque limitados a 200 km/h para estos servicios.

- A veces también son utilizados trenes de la serie ETR 480 para sustituir a trenes ETR 460 no disponibles.

### Anterior
- ETR 470: trenes de alta velocidad también de la familia Pendolino y derivados del modelo ETR 460. Tiene características similares al modelo del que deriva y fue utilizado por Frecciabianca desde diciembre de 2015 hasta diciembre de 2020 cuando estas unidades fueron trasladadas a Grecia.
- E.414: Locomotoras eléctricas de diseño aerodinámico capaces de alcanzar los 200 km/h. En 2020 fueron trasladadas a servicios InterCity.
- E.420B: Locomotoras eléctricas capaces de alcanzar los 200 km/h. En 2020 fueron trasladadas a servicios InterCity.
- [[Serie E.464 de FS]|E.464]]: Locomotoras eléctricas capaces de alcanzar los 200 km/h. En 2022 fueron trasladadas a servicios InterCity.
- Coches de pasageros FS Grand Confort. Trasladados a servicios InterCity en 2022.
- Coches de pasageros UIC-Z1. Trasladados a servicios InterCity en 2022.

## Servicio
Actualmente los servicios frecciabianca cubren los siguientes trayectos radiales y transversales:
- Milán Central - Pavia - Génova Plaza Príncipe - Rapallo - Chiavari - La Spezia - Massa - Viareggio - Pisa Central - Livorno Central - Cecina - Campiglia Marittima - Grosseto - Civitavecchia - Roma.
- Turín - Asti - Alessandria - Piacenza - Parma - Reggio Emilia - Modena - Bolonia Central - Rimini - Pesaro - Ancona - Pescara - Termoli - Foggia - Barletta - Bari - Brindisi - Lecce.
- Milán Central - Milán Rogoredo - Piacenza - Parma - Reggio Emilia - Modena - Bolonia Central - Faenza - Forlì - Cesena - Rimini - Cattolica-San Giovanni Gabicce - Pesaro - San Benedetto del Tronto - Ancona - Pescara - Termoli - Foggia - Barletta - Bari / - Gioia del Colle - Taranto / - Brindisi - Lecce.
- Venecia Santa Lucía - Venecia Mestre - Padua - Rovigo - Ferrara - Bolonia Central - Rimini - Pesaro - Ancona - Pescara - Termoli - Foggia - Barletta - Bari - Brindisi - Lecce.
- Turín Puerta Nueva - Turín Puerta Susa - Vercelli - Novara - Rho (FieraMilano) - Milán Central - Brescia - Desenzano - Peschiera del Garda - Verona - Vicenza - Padua - Venecia Mestre - Venecia Santa Lucía - San Donà di Piave-Jesolo - Portogruaro-Caorle - Latisana-Lignano-Bibione - Cervignano-Aquileia-Grado - Monfalcone - Trieste.
- Milán Central - Brescia - Peschiera del Garda - Verona - Vicenza - Cittadella - Castelfranco Veneto - Treviso - Conegliano - Sacile - Pordenone - Udine.[1]
- Roma Termini - Nápoles Central - Salerno - Sapri - Paola - Lamezia Terme - Vibo Valenzia - Rosarno - Gioia Tauro - Villa San Giovanni - Regio de Calabria.
- Roma Termini - Terni - Foligno - Fabriano - Jesi - Falconara Marittima - Pesaro - Rimini - Ravenna.
- Roma Termini - Civitavecchia - Orbetello-Monte Argentario - Grosseto - Cecina - Livorno Central - Pisa Central - Viareggio - Massa - La Spezia - Chiavari - Rapallo - Génova Brignole - Génova Plaza Príncipe - Alessandria - Asti - Turín Lingotto - Turín Puerta Nueva